# Tuxtepec
 San Juan Bautista Tuxtepec is een stad in de Mexicaanse deelstaat Oaxaca. Tuxtepec heeft 94.209 inwoners (2005) en is de hoofdplaats van de gemeente San Juan Bautista Tuxtepec.
De plaatsnaam komt uit van het Nahuatl Toxtepec, wat 'berg van de konijnen' betekent. De stad ligt aan de Río Papaloapan op de plaats waar deze de bergen uitkomt en de kustvlakte instroomt. Tuxtepec is de op een na grootste stad van Oaxaca en een belangrijk economisch centrum voor de regio. Ook bevindt zich een belangrijke bierbrouwerij van Grupo Modelo in Tuxtepec.
De plaats is vooral bekend omdat Porfirio Díaz hier in 1876 het plan van Tuxtepec proclameerde, hetgeen leidde tot de succesvolle revolutie van Tuxtepec, waarmee het Porfiriaat begon, Díaz' decennialange heerschappij over Mexico. In september 1944 trad na wekenlange regenval de Papaloapan buiten haar oevers. Het water steeg tien meter en Tuxtepec werd vrijwel geheel door het water verzwolgen. Deze overstroming kostte aan honderden mensen het leven en is een van de ergste natuurrampen uit de moderne geschiedenis van Mexico. Om overstromingen in de toekomst tegen te gaan werd overgegaan tot het bouwen van het Miguel Alemánstuwmeer stroomopwaarts van Tuxtepec.